# 舊朝倉家住宅

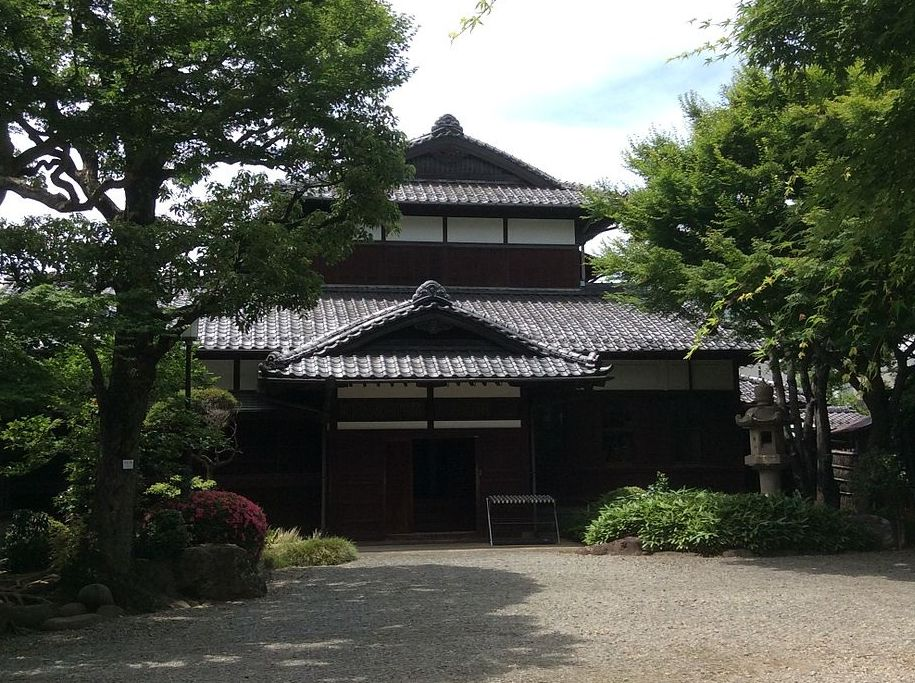

舊朝倉家住宅（日语：きゅうあさくらけじゅうたく）是位於日本東京都澀谷區猿樂町的一座建築，也是日本的重要文化財。該建築修建於大正年間，是東京都心稀有的修建在關東大震災之前的和式住宅。